# Jacobo González-Robatto
 (mars 2020).
Si vous disposez d'ouvrages ou d'articles de référence ou si vous connaissez des sites web de qualité traitant du thème abordé ici, merci de compléter l'article en donnant les références utiles à sa vérifiabilité et en les liant à la section « Notes et références ».
Jacobo González-Robatto Perote, né le 14 octobre 1987 à Madrid, est une personnalité politique espagnole, membre de Vox.

## Biographie
Il est désigné sénateur par le Parlement d'Andalousie en décembre 2019 après l'élection de Francisco José Alcaraz au Congrès des députés.